# Condado de Cabarrús
El condado de Cabarrús es un título nobiliario español creado por el rey Carlos IV mediante Real Decreto de 26 de diciembre de 1789 en favor del financiero francés, afincado en España, Francisco Cabarrús.
Este título contó con el vizcondado previo de Rambouillet, posteriormente rehabilitado en 1856.

## Condes de Cabarrús
| Titular                | Titular                                                  | Periodo                |
| Creación por Carlos IV | Creación por Carlos IV                                   | Creación por Carlos IV |
| ---------------------- | -------------------------------------------------------- | ---------------------- |
| I                      | Francisco Cabarrús Lalanne                               | 1789-1810              |
| II                     | Domingo Cabarrús Galabert                                | 1810-1842              |
| III                    | Paulina Cabarrús y Kirkpatrick                           | 1848-1882              |
| IV                     | Cipriano Fernández de Angulo y Cabarrús                  | 1883-1911              |
| V                      | Luis Fernández de Angulo y Semprún                       | 1914-1974              |
| VI                     | Francisco Javier Fernández de Angulo y Losada            | 1975-1989              |
| VII                    | Manuel María Fernández de Angulo y Gómez de las Cortinas | 1989-                  |

## Historia de los condes de Cabarrús
I. Francisco Cabarrús Lalanne (Bayona, 8 de octubre de 1752-Sevilla, 27 de abril de 1810), i conde de Cabarrús, financiero de origen francés, primer director del Banco Nacional de San Carlos. Conocido afrancesado, fue superintendente general de la Real Hacienda de José Bonaparte.
Casó en 1772 con María Antonia Galabert de Casanova (1755-1827). Tuvieron tres hijos: Domingo, Teresa y Francisco. Le sucedió su hijo:
II. Domingo Cabarrús Galabert (Carabanchel Alto, 22 de junio de 1774-Torrelaguna, 9 de febrero de 1842), ii conde de Cabarrús, ministro del Tesoro Público de José Bonaparte. Consiguió su rehabilitación pública durante el reinado de Isabel II, gracias a emparentar con el presidente Francisco Martínez de la Rosa.
Casó en 1795 con Rosa Quilty Cólogan (1775-1811). En 1848 le sucedió su nieta:
III. Paulina Cabarrús y Kirkpatrick (Málaga, 21 de septiembre de 1825-Madrid, 25 de febrero de 1882), iii condesa de Cabarrús.
Casó en 1846 con Emilio Fernández de Angulo y Pons. En 1883 le sucedió su hijo:
IV. Cipriano Fernández de Angulo y Cabarrús (Madrid, 11 de junio de 1847-Madrid, 5 de enero de 1911), iv conde de Cabarrús y ii vizconde de Rambouillet.
Casó en Madrid con Clotilde de Semprún Pombo. Con descendencia, el primogénito, Cipriano, cedió sus títulos a su hermano, que sucedió:
V. Luis Fernández de Angulo y Semprún (Madrid, 9 de diciembre de 1884-Madrid, 5 de abril de 1974), v conde de Cabarrús y iii vizconde de Rambouillet.
Casó en Madrid con María Asunción Losada González. En 1975 le sucedió su hijo:
VI. Francisco Javier Fernández de Angulo y Losada (Madrid, 13 de diciembre de 1935), vi conde de Cabarrús y iv vizconde de Rambouillet.
Casó con Teresa Vara del Rey Reus. Tras reclamar la sucesión, por sentencia, le sucedió su primo, nieto de Cipriano Fernández de Angulo y Semprún:
VII. Manuel María Fernández de Angulo y Gómez de las Cortinas, vii conde de Cabarrús y v vizconde de Rambouillet.